# Вільям Фаріс Блеклі
Вільям Фаріс Блеклі (англ. William Faris Blakely, 1875—1941) — австралійський ботанік і колекціонер. З 1913 по 1940 рік він працював у Національному гербарії Нового Південного Уельсу, працюючи з Джозефом Мейденом над родом Eucalyptus. Мейден назвав на його честь Eucalyptus blakelyi. Його ботанічна робота була зосереджена, зокрема, на акаціях, омелових та евкаліптах.

## Життя й робота
Блейклі виріс у сільській місцевості в Тентерфілді. У 1898 році він працевлаштувався в печерах Дженолан, де зацікавився місцевою флорою та почав колекціонувати свої перші рослини. Джозеф Мейден, тодішній директор Королівського ботанічного саду в Сіднеї, дізнався про це та найняв його садівником у 1900 році. У 1913 році його перевели до Національного гербарію на посаду асистента ботаніка, де він залишався до виходу на пенсію в 1940 році.
За часів Мейдена Блейклі став систематичним ботаніком і допомагав йому в роботі з евкаліптами. Після виходу на пенсію його було призначено почесним хранителем колекції евкаліптів Гербарію.
1 вересня 1941 року, лише через рік після виходу на пенсію, Блейклі помер у Горнсбі.
У 1934 році Блейклі опублікував польовий довідник для всіх відомих на той час видів роду Eucalyptus під назвою «Ключ до евкаліптів» (A Key to the Eucalypts). Після його смерті ця робота була перевидана в 1955 та 1965 роках. Він також написав книгу про реорганізацію родини Loranthaceae та здобув експертні знання про акації. Він також написав багато статей про бур'яни в «Сільськогосподарській газеті Нового Південного Уельсу» (N.S.W. Agricultural Gazette).

## Наукові праці
- Blakely, W.F. 1922. The Loranthaceae of Australia. Part iii. Proceedings of the Linnean Society of New South Wales 47(4)
- Blakely, W.F. 1965. A key to the eucalypts : with descriptions of 522 species and 150 varieties.